# Новошульбинський сільський округ
Новошульби́нський сільський округ (каз. Новая Шульба ауылдық округі, рос. Новошульбинский сельский округ) — адміністративна одиниця у складі Бородуліхинського району Абайської області Казахстану. Адміністративний центр — село Нова Шульба.
Населення — 2788 осіб (2021; 3550 у 2009, 4976 у 1999, 6374 у 1989).
Станом на 1989 рік існували Новошульбинська сільська рада (села Ключики, Нова Шульба, Потапенково, Солоновка) та Пролетарська сільська рада (село Пролетарка) колишнього Новошульбинського району. Село Сизиково було ліквідовано 2006 року, села Ключики, Потапенково — 2018 року.

## Склад
До складу округу входять такі населені пункти:
| Населений пункт   | Старі назви | Населення, осіб (1989) | Населення, осіб (1999) | Населення, осіб (2009) | Населення, осіб (2021) |
| ----------------- | ----------- | ---------------------- | ---------------------- | ---------------------- | ---------------------- |
| Акші, село        | Пролетарка  | 859                    | 362                    | 219                    | 99                     |
| Ключики, село     | -           | 242                    | 173                    | 70                     | -                      |
| Нова Шульба, село | -           | 4911                   | 4130                   | 3073                   | 2589                   |
| Потапенково, село | -           | 175                    | 146                    | 49                     | -                      |
| Солоновка, село   | -           | 187                    | 165                    | 139                    | 100                    |